# Teide 1
Teide 1 は、1994年1月にカナリア天体物理研究所 (IAC) のチームによって、テイデ天文台の 80 cm 望遠鏡 (IAC 80) を用いて取得された画像の中から発見された。 またこの天体のスペクトルは、ロケ・デ・ロス・ムチャーチョス天文台の 4.2 m ウィリアム・ハーシェル望遠鏡を用いて1994年12月に取得された。Teide 1 は若いプレアデス星団の一員であるため、距離、化学組成と年齢は推定することが可能である。この時点で最も先進的だった恒星と亜恒星天体の進化モデルを用いて、観測チームは Teide 1 の質量を 55 ± 15 木星質量と推定した。これは恒星となるための下限質量を下回るものである。この天体は、その後の若い褐色矮星に関連した研究における参考となった。Teide 1は、1995年に初めて褐色矮星であることが確認された。
視等級は17.76と暗く、大きな望遠鏡を用いないと見ることができない。絶対等級（天体が10パーセクの距離にあった時の明るさ）は12.38で、120パーセクの距離にある時より140倍も明るい。
この天体は惑星よりも重い（55 ± 15木星質量）が、恒星よりも軽い（0.052太陽質量）。半径は木星程度（太陽半径の10分の1）で、表面温度は2,600 ± 150 Kと太陽の約半分である。光度は太陽の0.1%で、太陽の4時間分を放射するのに6ヵ月を要する。年齢は、太陽の46億歳と比べて、わずか1億2000万歳である。
核内の温度は重水素の核融合には十分だが、太陽のように軽水素の核融合を行う温度には満たない。理論的には、65木星質量よりも軽い褐色矮星は、その進化のいかなる段階でもリチウムを熱核融合で燃焼することはできない。この事実は、低光度で低表面温度の天体が恒星ではないことを判断するために用いられるリチウムテストの原則の1つとなっている。
1995年11月にケックI望遠鏡を用いて得られた高品質のスペクトルデータでは、Teide 1 はプレアデス星団を形成する元となった分子雲の初期のリチウム存在度を依然として保っていることが示され、核でリチウムの熱核融合が発生していないことが証明された。これらの観測によって Teide 1 が褐色矮星であることが確実となり、また分光観測でのリチウムテストの有効性を示すことにもなった。同時に、Teide 1 は直接観測によって同定された中では最も小さな太陽系外の天体であった。